# Weersvoorspelling
Een weersvoorspelling is een voorspelling over het weer van de komende dag of dagen. Het (professioneel) doen van weersvoorspellingen is de bekendste tak van de meteorologie en wordt beoefend door een meteoroloog. Meteorologen spreken bij voorkeur over een weersverwachting om de onzekerheid in de uitspraken te benadrukken, en om verwarring te voorkomen met andere vormen van futurologie, zoals sterrenwichelarij, voorspellingen over beurskoersen, tasseografie en andere bakerpraatjes.

## Doel van weersvoorspellingen
Voor een aantal beroepen is het weer van grote invloed op de uitoefening van hun beroep en is het belangrijk om van tevoren te weten wat het weer wordt:
- Voor agrariërs kan in een natte periode de oogst gaan rotten. Bij droogte kan de oogst juist verdrogen, hoewel andere gewassen juist bij een hete zomer gebaat zijn - maar moet er geoogst worden voordat het gaat regenen (graan, hooi).
- Voor de scheepvaart kan een teveel aan wind het onmogelijk maken om te varen.
- Veel openluchtrecreatie gaat niet door bij regen: uitbaters moeten weten of ze veel of weinig mensen kunnen verwachten en eventueel extra personeel inhuren of alternatieve locaties zoeken.
- De geallieerden waren op D-day gebaat bij zo slecht mogelijk weer, juist omdat de Duitsers een inval dan niet zouden verwachten.
- Bij verwachte langdurige droogte en hitte moet het waterpeil in het IJsselmeer opgehoogd worden om de drinkwatervoorziening niet in gevaar te brengen. Ook kan de elektriciteitsproductie problemen ondervinden.

Tegenwoordig heeft voor veel mensen een weersvoorspelling weinig waarde, gezien zij zich toch in hun dagelijkse bezigheden moeten voegen ongeacht het weer. Daar staat tegenover dat de moderne maatschappij als gevolg van de hoge bevolkingsdichtheid en de hoge verkeersintensiteit bijzonder kwetsbaar geworden is voor bijzondere weersomstandigheden zoals sneeuw. Verder kunnen op basis van de weersverwachting aanzienlijke besparingen worden bereikt door productieprocessen aan te passen of anders te plannen.

## Korte- en langetermijnverwachtingen

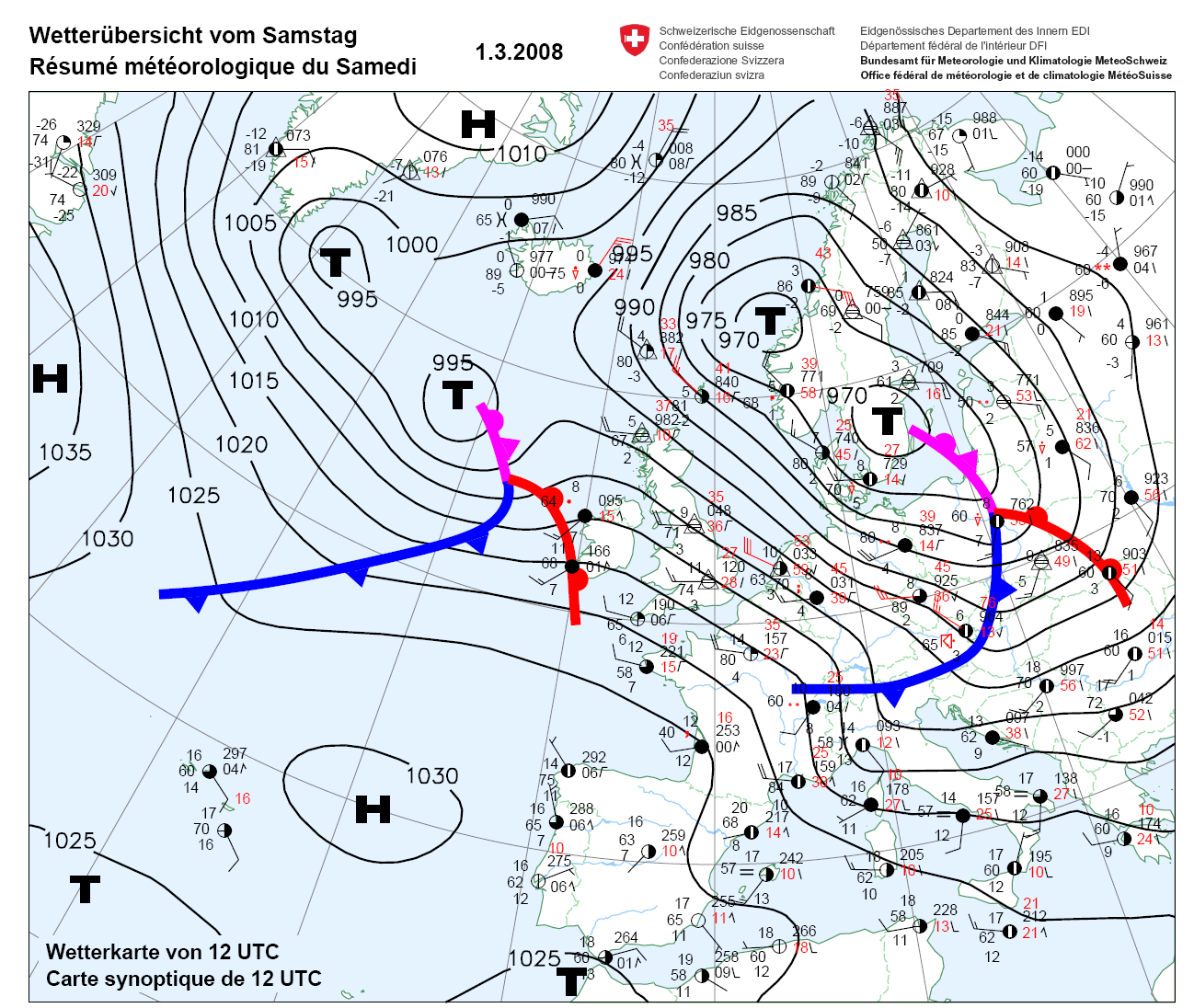
Een weerkaart van de turbulente, zuidwestelijke luchtstromen boven West-Europa tijdens het passeren van orkaan Emma op 1 maart 2008 om 12 uur (UTC) 's middags.

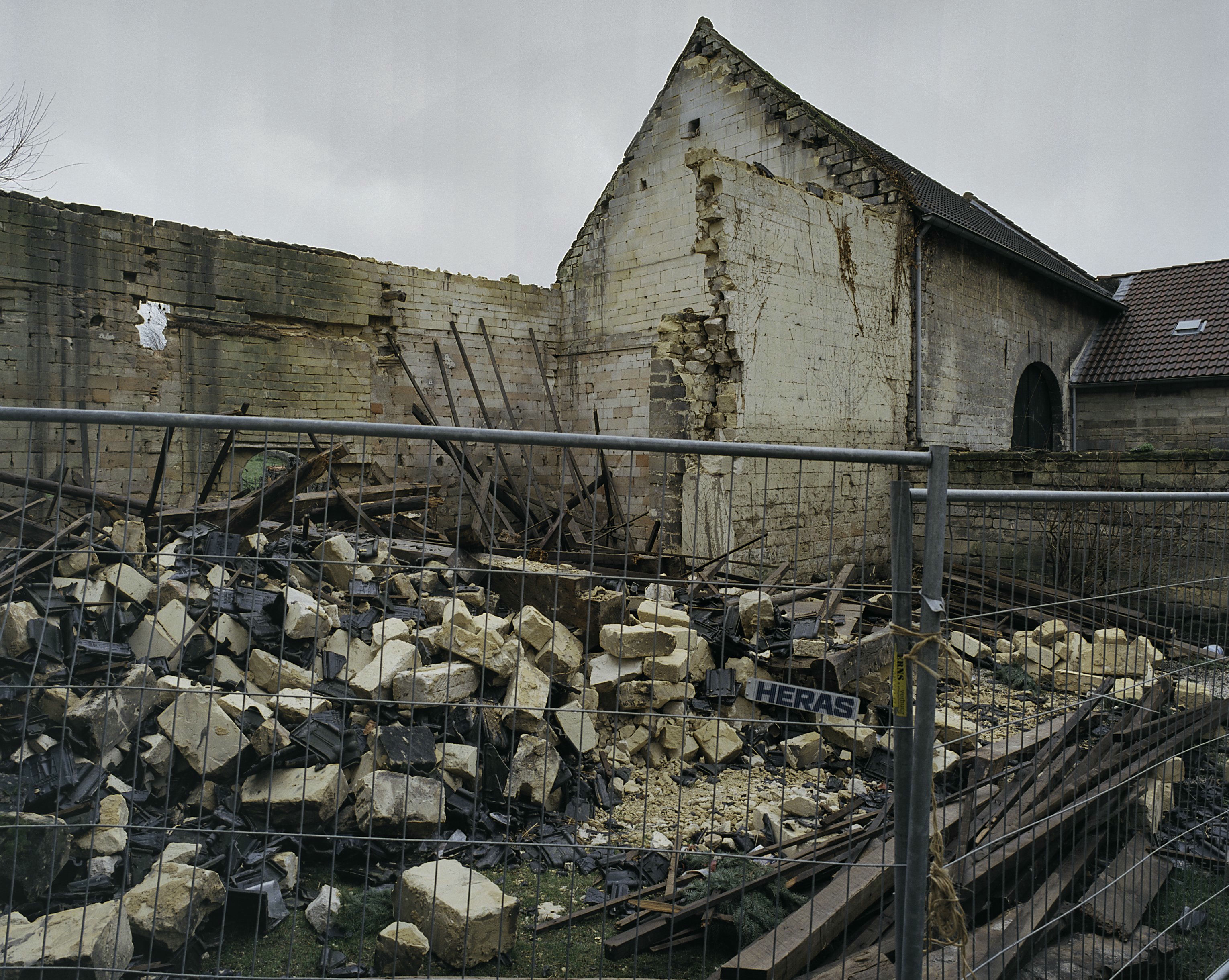
Als gevolg van storm ingestorte schuur in het Zuid-Limburgse Sibbe, februari 2007.

De langetermijnverwachtingen over het weer in het westen van Europa worden weergegeven met een weerpluim.
De ervaring leert dat het voor meteorologen in het noordwesten van Europa niet moeilijk is om een redelijk betrouwbare weersverwachting op te stellen voor een termijn van enkele dagen. Omdat het weer in Europa wordt bepaald door de chaotische, atmosferische circulatie in een Ferrelcel, wordt dit weer gekenmerkt door weersomslagen, zoals na het passeren van een warmtefront of een koufront, waarna het weer gedurende een aantal dagen weinig verandert. Daarom is de weersverwachting "morgen is het ongeveer hetzelfde weer als vandaag" in meer dan 50% van de gevallen juist, terwijl de langetermijnverwachting "volgende week is het nog steeds hetzelfde weer als vandaag" zelden juist blijkt te zijn.

### Extreme weersomstandigheden
Meteorologen kunnen in een gematigde zeeklimaat over een periode van drie tot vijf dagen vrij betrouwbare uitspraken doen over de overwegend zuidwestelijke luchtstromingen die dit weertype meestal bepalen. Maar over een langere periode is dat tot op heden alleen in uitzonderlijke omstandigheden mogelijk gebleken. In dit klimaat kunnen twee soorten extreem weer worden onderscheiden: extreem stabiel en extreem instabiel weer. Door de opwarming van de Aarde is de verwachting dat extreme weersomstandigheden zich in de toekomst vaker zullen voordoen.

#### Extreem instabiel weer
Als het zeewater in de Caraïben en de Atlantische Oceaan relatief warm is, dan kan een tropische cycloon ontstaan die de oceaan oversteekt en in West-Europa als een zware storm aankomt. De orkaan Sandy ontstond tijdens het Atlantisch orkaanseizoen van 2012 in de Caraïbische Zee, trok naar het noorden, boog voor de Amerikaanse oostkust naar het westen af en kwam in de New Yorkse agglomeratie aan land. Daar richtte Sandy in de nacht van 29 op 30 oktober 2012 een enorme ravage aan. Tropische cyclonen die in de Caraïben zijn ontstaan kunnen zo'n twee weken later in West-Europa stormvloeden veroorzaken die primaire waterkeringen en zeedijken zwaar kunnen beschadigen en achterliggende polders onder water kunnen zetten.

#### Extreem stabiel weer
Onder uitzonderlijke omstandigheden kan het weer in onze omgeving langer dan een week of een maand stabiel zijn. Zo'n situatie doet zich bijvoorbeeld voor wanneer door een stabiel, continentaal hogedrukgebied een vrij sterke, oostelijke stroming van droge lucht op gang komt die de overheersende, zuidwestelijke luchtstromingen in onze omgeving verdringt. Deze stabiele stromingen worden meestal in stand gehouden door stabiele luchtstromingen in de Hadleycel boven Noord-Afrika of het Midden-Oosten, of door een stabiele luchtstroming in een polaire cel boven Scandinavië of het noorden van Rusland. In de zomer kan door zo'n oostelijke stroming een hittegolf ontstaan. Door een stabiele polaire stroming neemt 's winters de kans toe dat de rayonhoofden van de Koninklijke Vereniging De Friesche Elf Steden voor overleg bij elkaar moeten komen.

### Opwarming van de Aarde en weersverwachtingen
Langere perioden van droogte zullen door de opwarming van de Aarde vaker voorkomen, waardoor watertekorten kunnen ontstaan, terwijl zware hagel- en onweersbuien in de zomer vaker schade kunnen aanrichten. Door de fluctuaties in de regenval nemen de fluctuaties in de wateraanvoer via de grote rivieren eveneens toe. Door een te hoog of te laag peil op rivieren en kanalen kan het vervoer van goederen en brandstoffen door de binnenvaart gestremd raken. Betere langetermijnverwachtingen kunnen waterschappen, landbouwers en vervoerders helpen om bij een dreigend watertekort op tijd maatregelen te nemen. Door een toename van zware stormen gedurende het najaar en de wintermaanden, is vaker dijkbewaking nodig. Betere kortetermijnverwachtingen kunnen helpen om op tijd en op de juiste plaatsen de noodzakelijke maatregelen te treffen.

## Geschiedenis van de weersvoorspelling

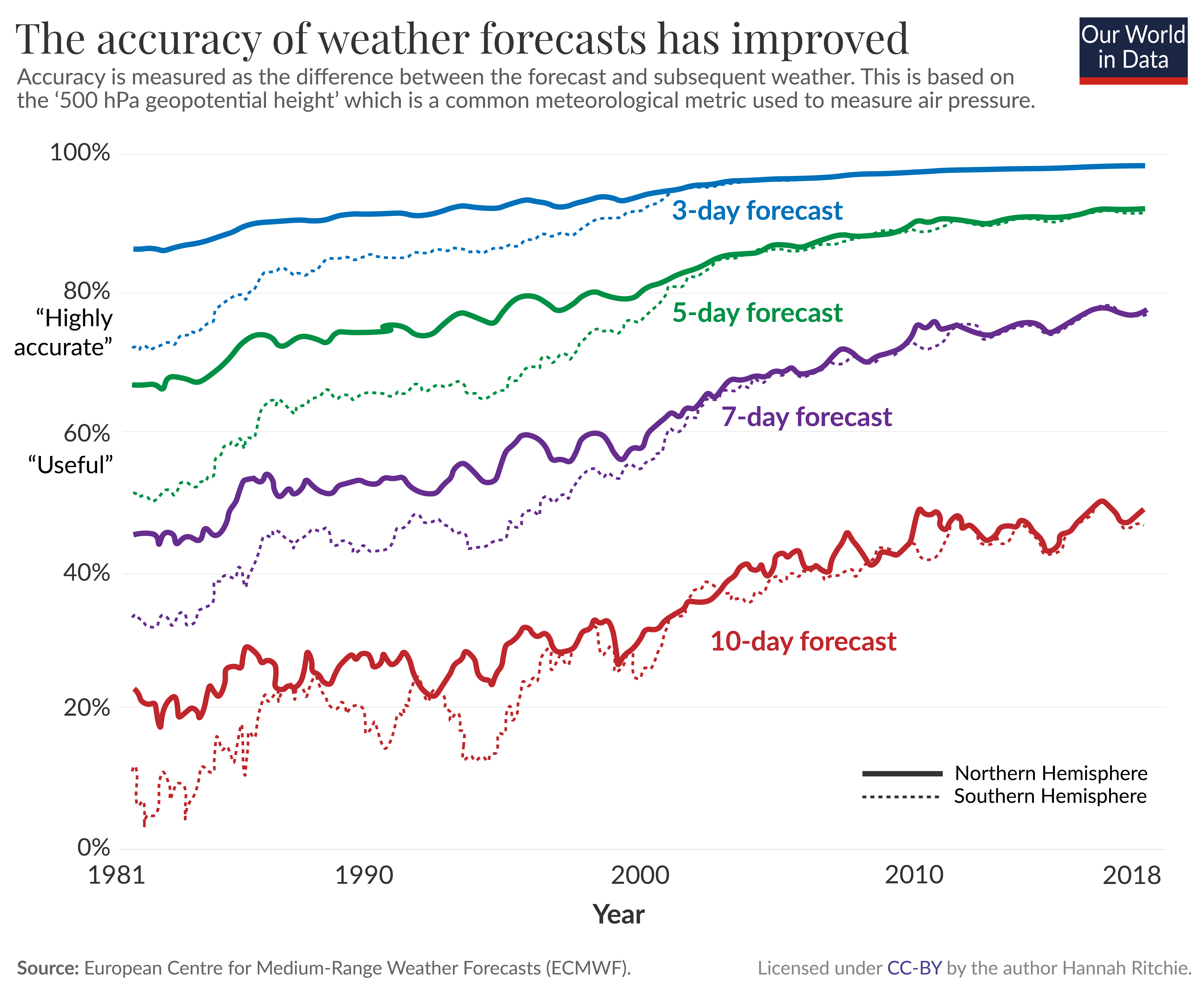
Het verschil tussen de voorspelling en de werkelijke weersuitkomst voor voorspellingen van 3, 5, 7 en 10 dagen van tevoren.

Vanaf de oudheid waren onder de meeste mensen volkswijsheden over het weer bekend, vaak overgeleverd in de vorm van wijsjes:
- Ochtendrood geeft water in de sloot
"ochtendrood" (een rode lucht bij het opgaan van de zon) wordt vaak veroorzaakt door stof- en dampdeeltjes in de lucht, waardoor zich makkelijk wolken vormen die vervolgens uitregenen.
- Een kring om de zon, daar huilen vrouwen en kinderen om
Bij een kring om de zon bevinden zich ijskristallen in de lucht, die tot wolken en regen leiden en op zee tot slecht weer, wat gevaar opleverde voor de vissers.

Later ging de mens ook gebruikmaken van weerinstrumenten; eerst de thermometer, maar later ook wind-, zon- en regenmeters. In de tegenwoordige tijd worden weerballonnen opgelaten en data afkomstig van vliegtuigen (AMDAR) steeds meer gebruikt om de atmosferische omstandigheden in hogere luchtlagen te meten. Daarnaast zijn met satellieten grote delen van de aarde (en dan voornamelijk de zeetemperatuur en de wolkvorming) te meten. Sommige weerstations werken automatisch en sturen in een vast tijdspatroon hun gegevens naar de weerdiensten. Andere weerstations zijn groter van opzet en worden bemand voor extra waarnemingen, zoals de mate van bedekking van de hemel door bewolking en het type bewolking. Weerradars worden ingezet om een beter beeld te krijgen van een regengebied, omdat de hoeveelheid neerslag meer fluctueert per plaats dan andere weersvormen, en op bepaalde plaatsen geen weerstations zijn.
Al deze metingen worden samengevoegd waarna er een compleet beeld is ontstaan van het actuele weer. Met behulp van een numeriek weersverwachtingsmodel gaat een computer aan het rekenen met die gegevens en maakt er weerkaarten van. Weerdiensten uit verschillende Europese landen maken gebruik van de weercomputer in de Britse plaats Reading. Die extreem krachtige computer maakt weerkaarten tot meerdere dagen vooruit, waarvan lokale weerdiensten met hun meteorologen weer een voorspelling kunnen maken voor een specifieker gebied. Om te voorkomen dat door kleine foutjes en onvolledigheden in metingen een grote invloed hebben op de uiteindelijke weersvoorspelling (het vlindereffect) worden er in Reading tientallen berekeningen per dag uitgevoerd, met op bepaalde plaatsen telkens een net iets andere meting als beginpunt. De weerkaarten die na die berekeningen worden gegenereerd op elkaar lijken worden bestudeerd, en aan de hand daarvan wordt een weerkaart samengesteld.
Omdat de atmosfeer een zeer complex systeem is is het niet mogelijk om zeker te zijn van de voorspelling, daarom wordt vaak met kansen gewerkt. In Nederland is deze kans een voorspelling dat een bepaald verschijnsel zich ergens in Nederland voordoet. Bij een kans van 100% op zonneschijn is het dus best mogelijk dat er op bepaalde plaatsen een hele dag geen zon te zien is, zolang er maar ergens de zon schijnt.